# Lopușnîțea, Starîi Sambir
Lopușnîțea (în ucraineană Лопушниця) este un sat în comuna Stareava din raionul Starîi Sambir, regiunea Liov, Ucraina.

## Demografie
Componența lingvistică a localității Lopușnîțea
     Ucraineană (99,8%)
     Alte limbi (0,2%)
Conform recensământului din 2001, majoritatea populației localității Lopușnîțea era vorbitoare de ucraineană (99,8%), existând în minoritate și vorbitori de alte limbi.